# Fever Pitch (1985)
Fever Pitch is een Amerikaanse dramafilm uit 1985 onder regie van Richard Brooks.

## Verhaal
De sportverslaggever Steve Taggart heeft een gokprobleem. Hij wil zijn schulden afbetalen door geld te lenen bij woekeraars. Hoewel zijn vrouw hem intussen al heeft verlaten, wil hij nu samen met Charley zijn grote slag slaan.

## Rolverdeling
| Acteur             | Personage      |
| ------------------ | -------------- |
| Ryan O'Neal        | Steve Taggart  |
| Catherine Hicks    | Flo            |
| Giancarlo Giannini | Charley        |
| Bridgette Andersen | Amy            |
| Chad Everett       | Dutchman       |
| John Saxon         | Sportredacteur |
| Hank Greenspun     | Zichzelf       |
| William Smith      | Panama Hat     |
| Keith Hefner       | Sweeney        |
| Rafael Campos      | Rafael         |
| Patrick Cassidy    | Soldaat        |
| Cherie Michan      | Rose O'Sharon  |
| Tom Schanley       | Scanlon        |
| William Prince     | Mitchell       |
| Stu Black          | Lijfwacht      |